# سويتشي كاميمورا
سويتشي كاميمورا (باليابانية: 上村 秀一) (1 سبتمبر 1981 في كاغوشيما في اليابان – )؛ هو لاعب كرة قدم سابق كان يلعب كمدافع.